# راهدار خانه هواران
راهدار خانه هواران مربوط به دوره قاجار است و در شهرستان ایرانشهر، بخش مرکزی، دهستان نایگون، ۱۹ کیلومتری جنوب روستای اله آباد نایگون واقع شده و این اثر در تاریخ ۲۶ اسفند ۱۳۸۷ با شمارهٔ ثبت ۲۵۹۱۸ به‌عنوان یکی از آثار ملی ایران به ثبت رسیده است.